# Чому він відмовився
Чому він відмовився (англ. Why He Gave Up) — американська короткометражна кінокомедія Мака Сеннета 1911 року з Мейбл Норманд в головній ролі.

## У ролях
- Фред Мейс — чоловік
- Мейбл Норманд — дружина
- Едвард Діллон — один з приятелів чоловіка
- Вільям Дж. Батлер — один з приятелів чоловіка
- Кетлін Батлер — у клубі
- Вільям Бодайн — у клубі
- У. К. Робінсон — службовець у клубі